# Scottsville (Texas)
Scottsville város az Amerikai Egyesült Államok Texas államában, Harrison megyében. Lakosainak száma 334 fő (2020. április 1.).

## Népesség
A település népességének változása:
| Lakosok száma | 263  | 376  | 334  |
|               | 2000 | 2010 | 2020 |